# Iwona Chmura-Rutkowska
Iwona Chmura-Rutkowska (ur. w 1974 r.) - socjolożka i pedagożka, doktorka nauk humanistycznych w zakresie pedagogiki, doktorka habilitowana Uniwersytetu im. Adama Mickiewicza w Poznaniu. Prowadzi badania i pracuje jako adiunktka w Zakładzie Socjologii Edukacji na Wydziale Studiów Edukacyjnych UAM.
Jest członkinią Rady Naukowej Interdyscyplinarnego Centrum Badań Płci Kulturowej i Tożsamości UAM, wykłada Gender Studies na UAM.
Autorka publikacji dotyczących kulturowych i społecznych uwarunkowań kształtowania (się) tożsamości rodzajowej oraz krytycznych analiz dyskursu kobiecości i męskości w popularnych czasopismach wydawanych w Polsce. Wspiera organizacje zajmujące się antydyskryminacją.
Współautorka (wraz z dr Joanną Ostrouch-Kamińską) książki „Mężczyźni na przełęczy życia. Studium socjopedagogiczne” (Kraków 2007). 
Współautorka, z dr. hab. Izabelą Skórzyńską i dr. Edytą Głowacką-Sobiech, publikacji wydanej w 2015 r. pt. „Niegodne historii? O nieobecności i stereotypowych wizerunkach kobiet w świetle podręcznikowej narracji historycznej w gimnazjum”.
Autorka wydanej w 2019 r. książki „Być dziewczyną być chłopakiem i przetrwać Płeć i przemoc w szkole w narracjach młodzieży”, ISBN 978-83-232-3476-0.
Przewodnicząca Fundacji Ja, Nauczyciel.

## Zainteresowania badawcze
Jej zainteresowania naukowe oraz praca badawcza koncentrują się wokół problemu psychologicznych i społecznych mechanizmów socjalizacji oraz praktyk edukacyjnych reprodukujących androcentryzm i stereotypy związane z płcią. Realizowała dwa projekty badawcze NCN: na temat rówieśniczej przemocy motywowanej stereotypami i uprzedzeniami związanymi z płcią w codziennych doświadczeniach polskich gimnazjalistów i gimnazjalistek oraz (razem z dr Edytą Głowacką-Sobiech oraz dr hab. Izabelą Skórzyńską) na temat nieobecności i stereotypowych wizerunków kobiet w dziejach, w świetle analizy polskich podręczników do nauki historii na poziomie gimnazjalnym. Współkoordynatorka interdyscyplinarnego projektu badawczego „Gender w podręcznikach”.